# Olena Akopjan
Olena Hratjykivna Akopjan (ukrainska: Олена Грачиківна Акопян), född 4 oktober 1969 i Jenakijeve, Sovjetunionen, är ukrainsk före detta längdåkare, skidskytt och simmare.

## Meriter[1]
Paralympiska sommarspelen 1996
- Silver, simning 50m frisim
- Silver, simning 100m frisim
- Silver, simning 200m frisim

Paralympiska vinterspelen 1998
- Brons, längdskidåkning 5km sittande
- Brons, skidskytte 7,5km sittande

Paralympiska sommarspelen 2000
- Silver, simning 50m frisim S5
- Silver, simning 100m frisim S5

Paralympiska sommarspelen 2004
- Guld, simning 50m frisim S5
- Silver, simning 200m frisim S5
- Silver, simning 50m fjärilsim S5
- Brons, simning 100m frisim S5

Paralympiska sommarspelen 2008
- Brons, simning 50m frisim S5
- Brons, simning 200m frisim S5
- Brons, simning 50m fjärilsim S5